# Karbidi
Karbidi su spojevi ugljika s metalima i polumetalima koji imaju manju elektronegativnost, tako da ugljik u karbidima ima uvijek negativan oksidacijski broj. Od mnogih karbida tehnički su najvažniji kalcijev karbid (CaC2) i silicijev karbid (SiC).